# Edson Madeira
Edson Marcelo da Silva Madeira (18 de mayo de 1985) es un deportista mozambiqueño que compitió en judo. Ganó una medalla de bronce en los Juegos Panafricanos de 2015 en la categoría de –73 kg.

## Palmarés internacional
| Juegos Panafricanos | Juegos Panafricanos               | Juegos Panafricanos | Juegos Panafricanos |
| Año                 | Lugar                             | Medalla             | Categoría           |
| ------------------- | --------------------------------- | ------------------- | ------------------- |
| 2015                | Brazzaville (República del Congo) | Medalla de bronce   | –73 kg              |